# بادینوگو (شرقی)

بادینگو شهری در شهرستان کونگوسی در استان بام در بورکینافاسوی شمالی است و جمعیت آن ۸۰۰ نفر است.